# Háy Károly László
Háy Károly László (Abony, 1907. április 27. – Budapest, 1961. január 22.) Munkácsy Mihály-díjas (1960) magyar festő, grafikus, díszlettervező, művészeti író, egyetemi tanár. Háy Gyula író (1900–1975) testvére.

## Életpályája
Háy Mór (1855–1934) mérnök és Weinberger Gizella (1868–1958) fia. 1925 és 1929 között a Magyar Képzőművészeti Főiskolán tanult, ahol Csók István, Réti István és Vaszary János oktatta. Tanulmányúton Bécsben, Párizsban, Lengyelországban, Németországban és Olaszországban járt. 1929-től volt kiállító művész. Az 1920-as évek végén bekapcsolódott a munkásmozgalomba, s művészi tevékenysége 1931-től csak ezt szolgálta. Emiatt többször – 1932-ben, 1934-ben és 1942-ben – bebörtönözték. 1934-ben a Szocialista Képzőművészek Csoportjának egyik alapító tagja volt. 1944-ben Szegeden megalapította és megszervezte a kommunista Szikra Kiadót. 1945–1946 között az MSZMP pártközpont kulturális osztályának vezetője lett. 1945 után modern regényekhez készített rajzokat. 1945–1948 között a Szabad Nép műkritikusa volt. 1946–1948 között a Madách Színház díszlettervezője volt. 1948–1952 között az Iparművészeti Főiskola díszlettervezés nyilvános rendes tanára, 1952–1955 között tanszékvezető egyetemi tanára volt. 1953–1957 között a Szolnoki művésztelepen dolgozott.
Legtöbbször tájképeket és figurális kompozíciókat készített. Képeit az expresszionizmussal rokon stílusban erőteljes színekkel festette. Antifasiszta tartalmú linóleummetszet-sorozatot készített Német maszlag török áfium címmel. Művészeti íróként is tevékenykedett.
Sírja a Farkasréti temetőben található (39-1-56).

## Magánélete
Testvére, Háy Gyula író (1900–1975) volt. Első felesége Wohl Vilma (1904–1998) volt, akit 1935. szeptember 17-én Budapesten vett nőül. Második felesége (1950-től) Havas Lujza (1923–?) művészettörténész volt. Lánya, Háy Ágnes (1952–) grafikus.

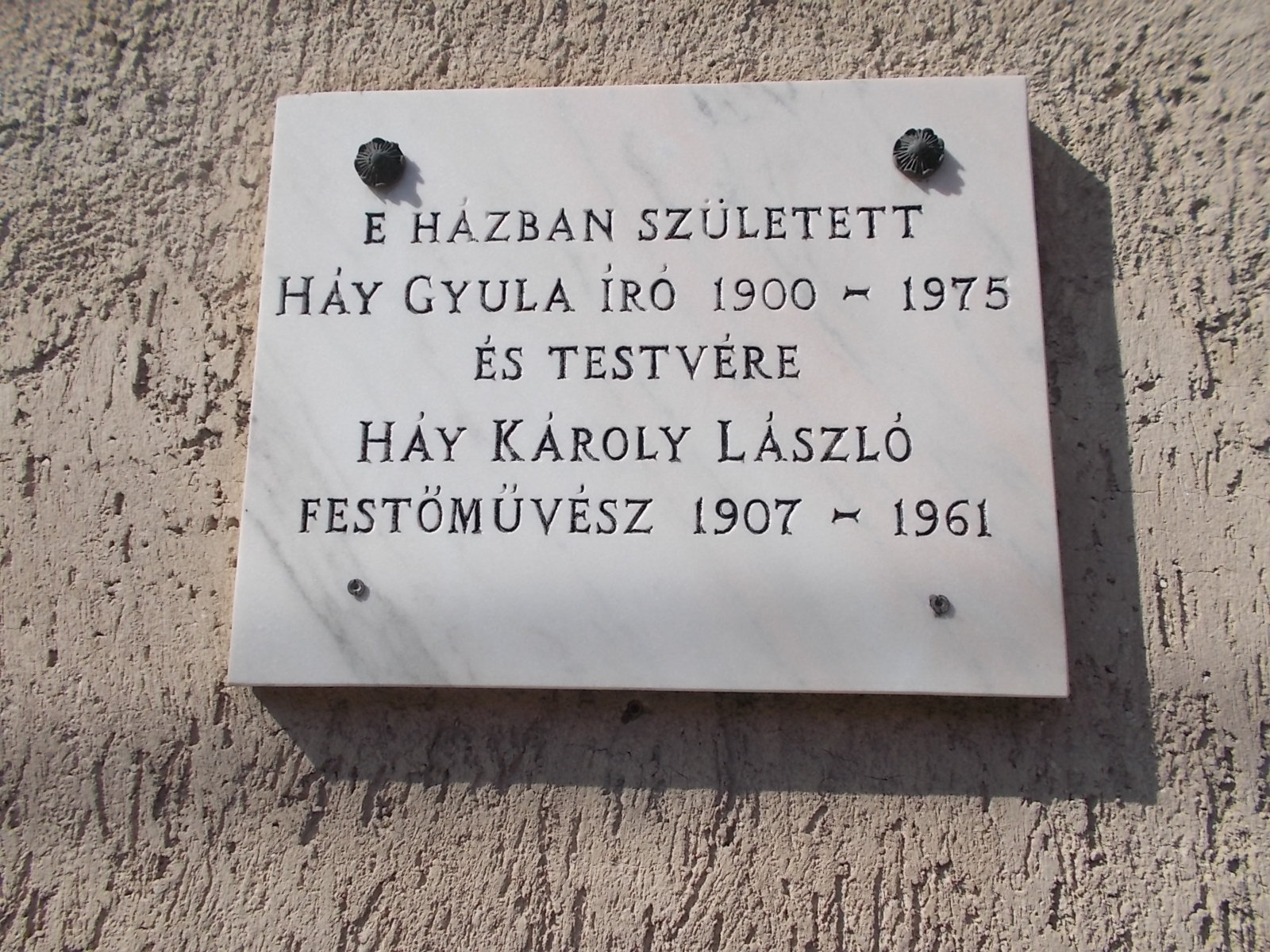
Háy Gyula író és Háy Károly László festőművész szülőháza emléktábla a posta falán

## Kiállításai

### Egyéni
- 1960, 1975 Budapest
- 1962 Szolnok
- 1978 Szombathely

### Válogatott, csoportos
- 1948, 1950-1955, 1957, 1959-1960, 1965, 1975 Budapest
- 1969 Székesfehérvár
- 1977 Szombathely

## Színházi munkái
A Színházi Adattárban regisztrált bemutatóinak száma: 7.
- William Shakespeare: Sok hűhó semmiért (1946)
- Musatescu: Titanic keringő (1947)
- Gribojedov: Az ész bajjal jár (1947)
- Armont–Vanderbenghe: Fiúk, lányok, kutyák (1947)
- Moliere: Zsugori (1948)
- Afinogenov: Kisunokám (1948)
- Csehov: Cseresznyéskert (1948)

## Könyvei
- Az újrealista festészet formaproblémái (Gondolat, 1936)
- Képzőművészet és társadalmi haladás (Budapest, 1947)
- A Derkovits-évfordulóra (Szabad Művészet, 1954. 5–6. sz.)
- Küzdtünk híven a forradalomért (Bevezetés. Budapest, 1960)